# JUJU
JUJU（、1976年2月14日 - ）は、日本のシンガーソングライター。レーベルはソニー・ミュージックアソシエイテッドレコーズ所属。身長166cm。

## 人物
広島県庄原市で生まれ、12歳でジャズシンガーを志し、18歳で単身渡米する。ジャズ、R&B、ヒップホップ、ソウルなどニューヨークの音楽から独自性を磨く。ストリートの活動が噂となり、日本でデビューのオファーを受けるが、自らの音楽性を追求するためニューヨークで活動を2年余継続する。2004年にシングル「光の中へ」でメジャーデビューする。
トーク力、女性を対象とした作品、商品とタイアップやコラボレーション、独自ブランド運営でスタイリッシュイメージ、など20から30代の女性を中心に高く支持を受ける。
J-POPファンから好まれるバラードだけでなく、ジャズからヒップホップ、ハウス、ソウル、R&B、EDM、歌謡スタイルなどまで幅広い音楽性を持ち、ほかのアーティストとのコラボも盛んに行っている。特にジャズへの思い入れは強く、ジャズシンガーへ憧れを抱き、「JAZZは人生の教科書」と語っている。ポップスと並行してジャズをテーマにした活動も継続している。
尊敬する歌手はサラ・ヴォーン、元ディー・ライトのレディ・ミス・キアー、そしてキャロン・ウィーラーの3人で、冗談交じりで「機会があったら彼女たちと声帯を取り替えたい」と話すほど。
好きな日本人アーティストは松任谷由実で、本人曰く「マニアって言っていいくらい大好き」。「日本の音楽といえばユーミン」とも語っている。その後、プライベートでも交流を持つようになった。また、サザンオールスターズのファンでもあり『ミュージックステーション』出演時に司会のタモリにそのことを聞かれた際には「子どもの頃から大好きで、大人な人たちっていう感じでしたね」と語っている。
芸名の由来は、ウェイン・ショーターのアルバム『JuJu』から。2000年、翌日までにシンガー名を決めなくてはいけない時にニューヨークの路上で売られていたカセットテープの中に当時将来への不安を紛らわすために精神安定剤代わりに聴いていた『JuJu』を見つけ、天の声だと思ってそれにあやかることにした。
本名は一応非公表ということになっているが、いくつかのテレビ番組に出演した際に、名字は「園田」で名前は「淳」（読みは「ジュン」）であることを明かしている。また生年も同様に非公表で、テレビ番組などでは「永遠の100歳」を自称するが、こちらも自身のテレビ番組中での発言により1976年生まれであることが判明している。
デビュー後に出したシングル2枚が全く売れず、契約でももめて歌手生命が終わりそうだった2005年、制作チームに入っていた音楽プロデューサーの川口大輔にそれまでの歌い方を否定される。当時のJUJUは子音を立てたりアドリブを入れたり強いビブラートをかけたりというジャズなどの影響を受けたクセのある歌い方であったが、川口に邦楽だとそれでは日本語が濁って届かないので、はっきりと発音するよう指導された。シンガーとしての経歴を全て否定されたような気分になったが、アドバイス通りに歌ったテイクをそれまでのものと聞き比べた結果、川口の指摘が的確であったと納得した。これを機に自らを顧みたところ、ジャズ以外の音楽も好きな自分は色々なジャンルの曲を歌う歌手になりたいのだと思い、「ジャズシンガーになりたい」という拘りを一旦封印することにした。以後、日本語を大切にする歌い方に変えたところ、3rdシングル「奇跡を望むなら...」がヒットした。
2011年、ジャズの名門ブルーノート東京で初めて念願のジャズスタイルでのライブを行い、初のジャズ・カバーアルバムをリリースをした際には、歌い方を以前のものに戻した。

## 来歴
幼少期、歌ったり踊ったりするのが好きな大人たちに囲まれて育つ。叔父は演歌、叔母はジャズやシャンソンやムード歌謡、その下の叔母はイタリアンな音楽、母はディスコミュージックという具合に、皆それぞれが好きな音楽を勝手に聴いている環境だったことがその後のJUJUに大きな影響を与える。初めて人前で歌ったのは4歳の時、曲は細川たかしの「北酒場」で、これをきっかけに歌手を目指すことになった。
小学校6年の12歳のときに空前のイタロ・ハウスブームがあり、クラブ・ミュージックに傾倒する。高校生の時にはハウスとヒップホップに夢中になり、自らDJなどの音楽活動を始める。
18歳の時に観光で訪れたニューヨークを好きになる。半年後、大学に進学する代わりに渡米を希望し、叶えてもらう。
ニューヨーク仕込みの洗練された歌唱スタイルが話題を呼び、国内のほぼすべてのレコード会社からデビューのオファーを受ける。また現地で出会った作家のE-3やDJ HIROnycらと制作した音楽作品が日本で評判を呼び、デビュー前には映画『凶気の桜』の主題歌制作に協力する。
2003年、SMEJとアルバムを7枚出すという契約を結ぶ。
2004年、シングル「光の中へ」でメジャー・デビュー。しかし、売上は伸びず、以降の2年間は全てパッケージ作品のリリースを凍結。後にこの2年間を「出し続けて消費されるのが嫌だったんですね。アマチュアの世界ではうまい人が偉いけど、プロの世界では売れている人が偉い。じゃあ売れる音楽ってなんだろうって、ずっと模索し続けた2年間だった」と振り返っている。
2006年11月、「これがダメだったらもう後はない」と本人もスタッフも一致団結して背水の陣で制作・リリースした3rdシングル「奇跡を望むなら...」がUSEN総合チャートに22週連続チャートイン、2007年USEN年間総合チャート1位を記録するヒットとなった。
2008年4月から、12ヶ月連続のマンスリー・カバー・ライブ「ジュジュ苑」をスタート。同年10月10日、ニューヨークで凱旋ライブ「JUJU苑 in NY」を開催。また日本記念日協会により、「JUJU（ジュジュ）＝10（ジュウ）月10（ジュウ）日」にちなんで10月10日が「JUJUの日」として正式認定された。以後、この日にライブを行うのが毎年の恒例となる。
2009年、シングル「明日がくるなら」が映画『余命1ヶ月の花嫁』の主題歌に起用され、同年、年間配信チャート1位を記録、配信累計300万ダウンロードを突破した。
2010年、カバー・アルバム『Request』をリリース、女性シンガーのカバー・アルバムとしては史上初のオリコン2週連続1位を記録。
2011年10月10日、ジャズの聖地・ブルーノート東京にて初のジャズライブ『JUJUの日SPECIAL LIVE in BLUE NOTE TOKYO』を開催。同年11月30日、初のジャズアルバム『DELICIOUS』をリリース、ジャズアルバム史上初のオリコンランキングTOP5入りを達成、異例のロングセールスを記録した。
2012年5月、ニューヨークにて日本人女性アーティストとしては初めて伝統のアコースティックライヴ「MTV Unplugged」に出演。同年10月10日より、毎年恒例のカバー・ライブ・イベント「ジュジュ苑」を初の全国ツアー「ジュジュ苑 全国ツアー 2012」という形で実施。また同ライブは自身初となる日本武道館での公演となる。
2013年2月より全国ツアーを開催、12万人を動員した。同年7月、32年ぶりのクインシー・ジョーンズ来日公演のトリビュート・パートに出演。同年8月からジャズ・ツアーを開催。同年10月、日本フィルハーモニー交響楽団と共に東名阪全6公演を開催。
2014年4月、デビュー10周年を記念して全42公演10万人動員の全国ホールツアーを開催。同年10月10日、カバー・ライブ・イベント「ジュジュ苑」を自身初となるさいたまスーパーアリーナ単独公演で開催。
2020年12月31日、『第71回NHK紅白歌合戦』に初出場。
2023年12月31日、『第74回NHK紅白歌合戦』に3年ぶり2回目の出場。

## エピソード
2003年頃までは喫煙者であったが、楽曲の多くを手がけるプロデューサーおよび所属レコード会社のスタッフから「今後は禁煙しなければ契約を打ち切る」と指摘され禁煙トレーニングを行い、同年12月31日付で禁煙した。禁煙後の2004年以降は声域が2オクターブほど違い、声も綺麗になっている。
好きなお酒はスコッチ・ウイスキー。好きな食べ物は唐揚げ。趣味は読書とハイヒールを集めること。「笑点」の大ファンで、好きなメンバーは三遊亭小遊三。髪のウェーヴはパーマではなく、地毛（天然パーマ）と発言している。初めて買ったCDは、スウィング・アウト・シスターのアルバム『ベター・トゥ・トラベル』。
2016年11月5日放送の『ミュージックフェア』（フジテレビ）で、「これまでに3回結婚を考えたことがある」と発言。

### 三浦春馬の死について
- 2020年7月18日、『世界はほしいモノにあふれてる 〜旅するバイヤー極上リスト〜』で共に司会を務めており、公私共に仲がいい三浦春馬が自死した。三浦と最後に収録したのは自死を選んだ2日前、7月16日であったという。7月21日、三浦春馬の自死から3日後、JUJUはブルーノート東京にて無観客生配信ライブを開催した。ライブ終盤、番組のオープニングテーマ曲『Remember (The Good Times)』を披露。歌い終えた後のMCでは涙をこらえながら、歌に込めた想いを以下のように語った[36]。

## ディスコグラフィ

### シングル

#### CDシングル
|      | 発売日         | タイトル                                   | 最高位 | 収録アルバム                                    |
| ---- | -------------- | ------------------------------------------ | ------ | ----------------------------------------------- |
| 1st  | 2004年8月25日  | 光の中へ                                   | -      | Open Your Heart〜素顔のままで〜                 |
| 2nd  | 2004年11月26日 | CRAVIN'                                    | -      | Open Your Heart〜素顔のままで〜                 |
| 3rd  | 2006年11月22日 | 奇跡を望むなら...                          | 85位   | Wonderful Life                                  |
| 4th  | 2007年8月8日   | ナツノハナ                                 | 78位   | Wonderful Life                                  |
| 5th  | 2007年12月12日 | Wish for snow／奇跡を望むなら...Xmas story | 55位   | アルバム未収録                                  |
| 6th  | 2008年4月23日  | どんなに遠くても...                        | 84位   | What's Love?                                    |
| 7th  | 2008年10月8日  | 空                                         | 88位   | What's Love?                                    |
| 8th  | 2008年11月26日 | 素直になれたら／I can be free              | 6位    | What's Love?                                    |
| 9th  | 2009年2月11日  | やさしさで溢れるように                     | 11位   | What's Love?                                    |
| 10th | 2009年4月29日  | 明日がくるなら                             | 2位    | JUJU                                            |
| 11th | 2009年11月25日 | PRESENT                                    | 29位   | JUJU                                            |
| 12th | 2010年2月24日  | 桜雨／READY FOR LOVE／S.H.E.／Last Kiss    | 20位   | JUJU                                            |
| 13th | 2010年5月26日  | Trust In You                               | 30位   | YOU                                             |
| 14th | 2010年7月28日  | Hello, Again 〜昔からある場所〜            | 15位   | Request                                         |
| 15th | 2010年11月17日 | この夜を止めてよ                           | 10位   | YOU                                             |
| 16th | 2011年4月6日   | さよならの代わりに／願い                   | 14位   | YOU                                             |
| 17th | 2011年6月1日   | また明日...                                | 9位    | YOU                                             |
| 18th | 2011年8月31日  | YOU／BELOVED                               | 28位   | YOU                                             |
| 19th | 2011年11月23日 | Lullaby Of Birdland／みずいろの影          | 59位   | DELICIOUS                                       |
| 20th | 2012年1月25日  | sign                                       | 11位   | DOOR                                            |
| 21st | 2012年6月13日  | ただいま                                   | 7位    | DOOR                                            |
| 22nd | 2012年10月10日 | ありがとう                                 | 10位   | DOOR                                            |
| 23rd | 2013年2月27日  | Dreamer                                    | 20位   | DOOR                                            |
| 24th | 2013年9月18日  | Distance                                   | 14位   | DOOR                                            |
| 25th | 2013年11月20日 | 守ってあげたい                             | 27位   | DOOR                                            |
| 26th | 2014年2月19日  | Door／Hot Stuff                            | 25位   | DOOR                                            |
| 27th | 2014年9月17日  | ラストシーン                               | 7位    | WHAT YOU WANT                                   |
| 28th | 2015年2月11日  | Hold me, Hold you／始まりはいつも突然に    | 15位   | WHAT YOU WANT                                   |
| 29th | 2015年7月8日   | PLAYBACK                                   | 10位   | WHAT YOU WANT                                   |
| 30th | 2015年9月23日  | WITH YOU                                   | 15位   | WHAT YOU WANT                                   |
| 31st | 2015年11月18日 | What You Want                              | 26位   | WHAT YOU WANT                                   |
| 32nd | 2016年9月21日  | 六本木心中/ラヴ・イズ・オーヴァー          | 17位   | スナックJUJU 〜夜のRequest〜                    |
| 33rd | 2016年11月30日 | believe believe/あなた以外誰も愛せない     | 25位   | I                                               |
| 34th | 2017年3月22日  | Because of You                             | 24位   | I                                               |
| 35th | 2017年10月11日 | いいわけ                                   | 11位   | I                                               |
| 36th | 2018年1月24日  | 東京                                       | 17位   | I                                               |
| 37th | 2018年10月31日 | メトロ                                     | 20位   | DELICIOUS 〜JUJU's JAZZ 3rd Dish〜              |
| 38th | 2019年3月6日   | ミライ                                     | 14位   | YOUR STORY                                      |
| 39th | 2020年2月26日  | STAYIN' ALIVE                              | 12位   | YOUR STORY                                      |
| 40th | 2020年9月30日  | 奏/LA・LA・LA LOVE SONG                    | 19位   | 俺のRequest                                     |
| 41st | 2021年11月10日 | こたえあわせ                               | 15位   | The Water                                       |
| 42nd | 2022年11月23日 | 花                                         | 22位   | The Water                                       |
| 43rd | 2023年3月15日  | Bet On Me                                  | 23位   | The Water                                       |
| 44th | 2023年10月11日 | なごり雪 / あゝ無情                        | 32位   | スナックJUJU ～夜のRequest～ 『帰ってきたママ』 |
| 45th | 2024年3月6日   | 一線                                       |        | The Water                                       |
| 46th | 2025年9月10日  | 小さな歌                                   |        |                                                 |

#### 配信限定シングル
|                      | 配信日         | タイトル                                     | 規格                   | 収録CD・アルバム |
| -------------------- | -------------- | -------------------------------------------- | ---------------------- | ---------------- |
| 1st                  | 2013年12月18日 | 星月夜                                       | デジタル・ダウンロード | DOOR             |
| 2nd                  | 2019年10月10日 | Woman In Love                                | デジタル・ダウンロード | YOUR STORY       |
| THE FIRST TAKE MUSIC |                |                                              |                        |                  |
| -                    | 2021年11月10日 | やさしさで溢れるように - From THE FIRST TAKE | デジタル・ダウンロード | 未収録           |
| -                    | 2021年11月10日 | この夜を止めてよ - From THE FIRST TAKE       | デジタル・ダウンロード | 未収録           |

### アルバム
特記事項
- 2013年2月6日、ミニアルバムを除くアルバム全作品がBlu-spec CD2化再発盤として一斉発売。

#### オリジナル・アルバム
|     | 発売日         | タイトル       | 最高位 |
| --- | -------------- | -------------- | ------ |
| 1st | 2007年10月10日 | Wonderful Life | 13位   |
| 2nd | 2009年3月4日   | What's Love?   | 3位    |
| 3rd | 2010年3月17日  | JUJU           | 2位    |
| 4th | 2011年7月13日  | YOU            | 1位    |
| 5th | 2014年3月5日   | DOOR           | 2位    |
| 6th | 2015年12月9日  | WHAT YOU WANT  | 4位    |
| 7th | 2018年2月21日  | I              | 1位    |
| 8th | 2025年3月5日   | The Water      | TBA    |

- 5th ALBUM「DOOR 〜Limited Rental Edition〜」（2014年2月19日） - レンタルCD

|     | 発売日        | タイトル                         | 最高位 |
| --- | ------------- | -------------------------------- | ------ |
| 1st | 2007年6月6日  | Open Your Heart 〜素顔のままで〜 | 16位   |
| 2nd | 2008年6月11日 | My Life                          | 117位  |

#### カバー・アルバム
|     | 発売日         | タイトル                                        | 最高位 |
| --- | -------------- | ----------------------------------------------- | ------ |
| 1st | 2010年9月29日  | Request                                         | 1位    |
| 2nd | 2014年12月3日  | Request II                                      | 3位    |
| 3rd | 2016年3月9日   | TIMELESS                                        | 5位    |
| 4th | 2016年10月26日 | スナックJUJU 〜夜のRequest〜                    | 5位    |
| 5th | 2020年10月21日 | 俺のRequest                                     | 7位    |
| 6th | 2022年3月16日  | ユーミンをめぐる物語                            | 5位    |
| 7th | 2023年11月1日  | スナックJUJU ～夜のRequest～ 『帰ってきたママ』 |        |

#### ジャズ・アルバム
|     | 発売日         | タイトル                           | 最高位 |
| --- | -------------- | ---------------------------------- | ------ |
| 1st | 2011年11月30日 | DELICIOUS                          | 5位    |
| 2nd | 2013年6月26日  | DELICIOUS 〜JUJU's JAZZ 2nd Dish〜 | 11位   |
| 3rd | 2018年12月5日  | DELICIOUS 〜JUJU's JAZZ 3rd Dish〜 | 11位   |

#### ライブ・アルバム
|     | 発売日         | タイトル                                                           | 最高位 |
| --- | -------------- | ------------------------------------------------------------------ | ------ |
| 1st | 2012年8月1日   | MTV UNPLUGGED JUJU                                                 | 15位   |
| 2nd | 2013年12月11日 | GIFT                                                               | 15位   |
| 3rd | 2018年4月18日  | JUJU BIG BAND JAZZ LIVE "So Delicious, So Good"                    | 22位   |
| 4th | 2023年2月22日  | 不思議の国のジュジュ苑 「ユーミンをめぐる物語」 JUJUの日スペシャル |        |

#### ベスト・アルバム
|     | 発売日        | タイトル                    | 最高位 |
| --- | ------------- | --------------------------- | ------ |
| 1st | 2012年11月7日 | BEST STORY 〜Love stories〜 | 2位    |
| 2nd | 2012年11月7日 | BEST STORY 〜Life stories〜 | 1位    |
| 3rd | 2020年4月8日  | YOUR STORY                  | 1位    |

#### その他のアルバム
| 発売日        | タイトル                               |
| ------------- | -------------------------------------- |
| 2009年10月7日 | LOVE DROPS -Covered & Compiled by JUJU |

### アナログ盤
- WET DREAMS feat. キエるマキュウ（2001年5月25日）
  - 収録曲：「WET DREAMS feat. キエるマキュウ（MAIN VERSION）」、「WET DREAMS feat. キエるマキュウ（instrumental）」、「HOW DOES IT FEEL（MAIN VERSION）」、「SKIN TO SKIN（MAIN VERSION）」
- INFATUATION（2004年3月31日）
  - 収録曲：「INFATUATION」、「LET'S WAIT AWHILE」
- CRAVIN'（2004年12月8日）
  - 収録曲：「CRAVIN'」、「YEARNING FOR YOUR LOVE」

### 映像作品
|     | 発売日         | タイトル                                                                           | 規格              | 順位                       |
| --- | -------------- | ---------------------------------------------------------------------------------- | ----------------- | -------------------------- |
| 1st | 2010年12月22日 | JUJU 10.10.10 Special Live Request                                                 | DVD               | 45位                       |
| 2nd | 2011年12月21日 | 2011.10.10 SPECIAL LIVE AT BLUE NOTE TOKYO                                         | DVD/Blu-ray       | 170位 (DVD) 84位 (Blu-ray) |
| 3rd | 2012年8月1日   | MTV UNPLUGGED JUJU                                                                 | DVD/Blu-ray       | 34位 (DVD) 30位 (Blu-ray)  |
| 4th | 2013年2月6日   | ジュジュ苑全国ツアー2012 at 日本武道館                                             | DVD/Blu-ray       | 22位 (DVD) 20位 (Blu-ray)  |
| 5th | 2013年9月25日  | JUJU BEST STORY ARENA TOUR 2013                                                    | DVD/Blu-ray       | 51位 (DVD) 66位 (Blu-ray)  |
| 6th | 2015年3月11日  | JUJU SUPER LIVE 2014 -ジュジュ苑 10th Anniversary Special- at SAITAMA SUPER ARENA- | DVD/Blu-ray       | 29位 (DVD) 31位 (Blu-ray)  |
| 7th | 2015年3月25日  | JUJU BEST VIDEO CLIPS                                                              | DVD+CD/Blu-ray+CD | 50位 (DVD) 55位 (Blu-ray)  |
| 8th | 2017年3月22日  | -ジュジュ苑スペシャル- スナックJUJU at 国立代々木競技場第一体育館                  | DVD/Blu-ray       | 23位 (DVD) 50位 (Blu-ray)  |
| 9th | 2023年2月22日  | 不思議の国のジュジュ苑 -ユーミンをめぐる物語- JUJUの日スペシャル                   | DVD/Blu-ray       |                            |

### 参加作品
| 発売日         | 曲名                                                              | 収録された作品                                                                             |
| -------------- | ----------------------------------------------------------------- | ------------------------------------------------------------------------------------------ |
| 2001年9月19日  | セックスフレンド feat. JUJU                                       | K DUB SHINE「Save The Children」                                                           |
| 2001年10月11日 | MEANING OF LIFE feat. Hi-Timez+JUJU                               | DJ MASTERKEY「DADDY'S HOUSE VOL.1」                                                        |
| 2002年5月29日  | FIRST AND LAST／DJ HIRO feat. JUJU                                | Various Artists「HARLEM RECORDINGS PRESENTS HARLEM ver.1.0」                               |
| 2002年10月17日 | Family（is one of nature's masterplaces）                         | Original Soundtrack「凶気の桜 オリジナル・サウンドトラック」                               |
| 2002年10月17日 | I CONFESS                                                         | Original Soundtrack「凶気の桜 オリジナル・サウンドトラック」                               |
| 2002年10月17日 | 過去のない未来                                                    | Original Soundtrack「凶気の桜 オリジナル・サウンドトラック」                               |
| 2002年12月18日 | Hi-Timez／Hi-Timez and JUJU                                       | Various Artists「Change The Game」                                                         |
| 2002年12月18日 | FIRST AND LAST（String of Love MIX）／DJ HIRO feat. JUJU          | Various Artists「HARLEM RECORDINGS PRESENTS HARLEM ver.1.7」                               |
| 2003年5月21日  | THRU／A KID CALLED ROOTS feat. JUJU                               | Various Artists「HARLEM RECORDINGS PRESENTS HARLEM ver.2.0 〜Hot Shit Make Ya Bounce!!〜」 |
| 2003年7月1日   | In-mail feat. JUJU                                                | 童子-T「In-mail feat. JUJU」                                                               |
| 2003年7月30日  | Horoscope Love feat. JUJU                                         | CHRIS「Love me or not」                                                                    |
| 2003年11月12日 | FREE YOUR MIND feat. JUJU                                         | DJ MASTERKEY「DADDY'S HOUSE VOL.2」                                                        |
| 2005年1月7日   | COME, FLY WITH ME                                                 | Original Soundtrack「Jam Films S」                                                         |
| 2005年9月22日  | How you feel feat. JUJU                                           | Hi-Timez「GOO GOO HOO」                                                                    |
| 2007年3月21日  | 桜咲く頃 feat. JUJU                                               | ONE☆DRAFT「フルサト」                                                                      |
| 2007年7月13日  | Another Day／Bliss feat. Juju                                     | Various Artists「Tokyo Calling 2」                                                         |
| 2007年8月22日  | go my way feat. JUJU                                              | nobodyknows+「vulgarhythm」                                                                |
| 2007年8月29日  | Best Friends feat. Mummy-D, JUJU                                  | 童子-T「ONE MIC」                                                                          |
| 2007年9月26日  | THE POWER OF LOVE                                                 | Various Artists「TRIBUTE TO CELINE DION／セリーヌ・ディオン・トリビュート」                |
| 2007年10月10日 | Corcovado                                                         | Various Artists「ジョビニアーナ〜愛と微笑みと花」                                          |
| 2008年7月16日  | Funtime（feat. JUJU）                                             | PAX JAPONICA GROOVE「PAX JAPONICA GROOVE」                                                 |
| 2008年8月13日  | 君のすべてに                                                      | Spontania feat. JUJU「君のすべてに」                                                       |
| 2008年12月17日 | ユメノツヅキ feat. JUJU                                           | Jazztronik「JTK」                                                                          |
| 2009年9月9日   | NOW, AND NOW feat. JUJU                                           | i-dep「POP OUT!WHAT!!!」                                                                   |
| 2010年2月24日  | Is it over?                                                       | 久保田利伸「Timeless Fly」                                                                 |
| 2010年7月21日  | Last Vacation feat. RYO-Z, PES（from RIP SLYME）& JUJU／DJ HASEBE | DJ HASEBE「SOMETHING WONDERFUL」                                                           |
| 2011年10月19日 | 永遠はただの一秒から                                              | JAY'ED×JUJU「永遠はただの一秒から」                                                        |
| 2011年12月14日 | Time for Christmas                                                | GLAY「Hope and The Silver Sunrise」                                                        |
| 2012年3月7日   | All You Need Is Love                                              | JAPAN UNITED with MUSIC「All You Need Is Love」                                            |
| 2014年3月12日  | マイ・フェイヴァリット・シングス／JUJU featuring TOKU             | Various Artists「きっずじゃずCD」                                                          |
| 2016年2月24日  | WILL                                                              | Various Artists「MIKA NAKASHIMA TRIBUTE」                                                  |
| 2021年2月10日  | 赤い果実 feat. JUJU                                               | フジファブリック「I Love You」                                                             |
| 2024年5月29日  | 藍                                                                | スキマスイッチのトリビュート・アルバム『みんなのスキマスイッチ』                           |

## タイアップ
| 楽曲                                                                                   | タイアップ                                                                                    |
| -------------------------------------------------------------------------------------- | --------------------------------------------------------------------------------------------- |
| COME, FLY WITH ME                                                                      | アミューズピクチャーズ配給映画『Jam Films S』主題歌                                           |
| 奇跡を望むなら...                                                                      | テレビ東京系ドラマ24『クピドの悪戯 虹玉』エンディングテーマ                                   |
| 奇跡を望むなら...                                                                      | SUBARU『LEGACY OUTBACK』CMソング                                                              |
| 奇跡を望むなら...                                                                      | テレビ東京系『JAPAN COUNTDOWN』2月度オープニングテーマ                                        |
| 奇跡を望むなら...                                                                      | テレビ東京系『美しくやせたい女たちの驚異の記録〜その後〜』エンディングテーマ                  |
| 奇跡を望むなら...                                                                      | テレビ東京系『たけしの誰でもピカソ』エンディングテーマ                                        |
| 奇跡を望むなら...                                                                      | dwango着うたCMソング                                                                          |
| There Must Be An Angel                                                                 | フジテレビ系『めざましテレビ』占いコーナーOA曲                                                |
| Guilty Pleasure                                                                        | 松坂屋「2007サマー 水着・浴衣」CMソング                                                       |
| ナツノハナ                                                                             | フジテレビ系 アニメ『モノノ怪』エンディングテーマ                                             |
| Wonderful Life                                                                         | TBS系『地球!ジオグラTV』エンディングテーマ                                                    |
| Wish for snow                                                                          | dwango「dwango.jp」CMソング                                                                   |
| Wish for snow                                                                          | 岩手めんこいテレビ『Break Point!』エンディングテーマ                                          |
| Wish for snow                                                                          | 富山テレビ『bbt music selection』エンディングテーマ                                           |
| 爽健美茶ソング                                                                         | 日本コカ・コーラ「爽健美茶」2008年度CMソング                                                  |
| どんなに遠くても...                                                                    | セガ社ゲーム『戦場のヴァルキュリア』テーマソング                                              |
| どんなに遠くても...                                                                    | 独立UHF系テレビアニメ『戦場のヴァルキュリア』挿入歌                                           |
| SOMEWHERE DOWN THE ROAD                                                                | ショウゲート配給映画『痛いほどきみが好きなのに』日本版エンディングテーマ                      |
| LIVE!TOGETHER 〜TOKYO GIRLS ANTHEM〜                                                   | J-WAVE '08春のキャンペーン テーマソング                                                       |
| 空                                                                                     | 東映配給映画『しあわせのかおり』主題歌                                                        |
| Missin' U                                                                              | オーディオテクニカCMソング                                                                    |
| I can be free                                                                          | フジテレビ系『めざにゅ〜』テーマソング                                                        |
| 素直になれたら                                                                         | 日本テレビ系『音楽戦士 MUSIC FIGHTER』POWER PLAY                                              |
| 素直になれたら                                                                         | 九州朝日放送『ドォーモ』2008年12月度エンディングテーマ                                        |
| 素直になれたら                                                                         | NTTコミュニケーションズ「MUSICO」CMソング                                                     |
| やさしさで溢れるように                                                                 | 「MTV meetalk with NEW NISSAN cube」CMソング                                                  |
| やさしさで溢れるように                                                                 | 「Friend-Ship Project 第6弾」CMソング                                                         |
| 君がいるから -My Best Friends-                                                         | ポニー・キャニオンビデオ映画『にゃんこ THE MOVIE 3』主題歌                                    |
| 明日がくるなら                                                                         | 東宝配給映画『余命1ヶ月の花嫁』主題歌                                                         |
| The Rose                                                                               | 東宝配給映画『余命1ヶ月の花嫁』挿入歌                                                         |
| PRESENT                                                                                | ウォルト・ディズニー・ジャパン配給映画『Disney's クリスマス・キャロル』イメージソング         |
| READY FOR LOVE                                                                         | 関西テレビ・フジテレビ系『グータンヌーボ』2010年1月 - 3月度エンディングテーマ                 |
| S.H.E.                                                                                 | 花王「アジエンス」CMソング                                                                    |
| 桜雨                                                                                   | 「レコチョク」CMソング                                                                        |
| 桜雨                                                                                   | TBS系『COUNT DOWN TV』オープニングテーマ                                                      |
| Trust In You                                                                           | ABC・テレビ朝日系ドラマ『警視庁 失踪人捜査課』主題歌                                          |
| Hello, Again 〜昔からある場所〜                                                        | ソニー「α」CMソング                                                                           |
| この夜を止めてよ                                                                       | 関西テレビ・フジテレビ系ドラマ『ギルティ 悪魔と契約した女』主題歌                             |
| Piece Of Our Days                                                                      | テレビ東京系『ワールドビジネスサテライト』テーマ曲                                            |
| さよならの代わりに                                                                     | 日本テレビ系『スッキリ!!』2011年3月度テーマソング                                             |
| さよならの代わりに                                                                     | 「レコチョク」CMソング                                                                        |
| 願い                                                                                   | アスミック・エース エンタテインメント配給映画『犬とあなたの物語 いぬのえいが』主題歌          |
| また明日...                                                                            | 関西テレビ・フジテレビ系ドラマ『グッドライフ〜ありがとう、パパ。さよなら〜』主題歌            |
| Love again                                                                             | 関西テレビ・フジテレビ系「グータンヌーボ」2011年7月 - 9月度テーマソング                       |
| YOU                                                                                    | GREEミュージックアプリ TV-CMソング                                                            |
| BELOVED                                                                                | ソニー「α」CMソング                                                                           |
| Lullaby Of Birdland                                                                    | テレビ朝日系ドラマ『DOCTORS〜最強の名医〜』主題歌                                             |
| sign                                                                                   | 東宝配給映画『麒麟の翼』主題歌                                                                |
| sign                                                                                   | テレビ東京系『DANCE@TV』2012年2月度オープニングテーマ                                         |
| ただいま                                                                               | TBS系金曜ドラマ『もう一度君に、プロポーズ』主題歌                                             |
| 花がめぐるところへ                                                                     | ジャックスCMソング                                                                            |
| ありがとう                                                                             | 東宝配給映画『ツナグ』主題歌                                                                  |
| くちづけ                                                                               | アサヒフードアンドヘルスケア「トルタ」CMソング                                                |
| Dreamer                                                                                | 日本テレビ系『ウーマン・オン・ザ・プラネット』テーマソング                                    |
| You & Me                                                                               | H.I.S.「海外ウエディング」CMソング                                                            |
| Take Five                                                                              | TBS系金曜ドラマ『TAKE FIVE〜俺たちは愛を盗めるか〜』劇中歌                                    |
| Distance                                                                               | MBS・TBS系アニメ『宇宙戦艦ヤマト2199』エンディングテーマ                                      |
| 守ってあげたい                                                                         | ワーナー・ブラザース配給映画『すべては君に逢えたから』劇中歌                                  |
| 守ってあげたい                                                                         | 日本テレビ系『スッキリ!!』2013年11月度テーマソング                                            |
| Silent Night                                                                           | ワーナー・ブラザース配給映画『すべては君に逢えたから』オープニング曲                          |
| 星月夜                                                                                 | J-WAVE "25 MAGIC"ウィンターキャンペーンソング                                                 |
| Door                                                                                   | テレビ朝日系ドラマ『緊急取調室』主題歌                                                        |
| Hot Stuff                                                                              | 資生堂「MAQuillAGE」CMソング                                                                  |
| Brand New Days Will Love You                                                           | フジテレビ系『めざましテレビ』金曜日テーマソング                                              |
| ラストシーン                                                                           | NHK総合ドラマ10『聖女』主題歌                                                                 |
| Some Day My Prince Will Come（いつか王子様が） When You Wish upon a Star（星に願いを） | 東宝配給映画『クローバー』挿入歌                                                              |
| Hold me, Hold you                                                                      | ショウゲート配給映画「娚の一生」主題歌                                                        |
| What You Want                                                                          | 日本テレビ系ドラマ『偽装の夫婦』主題歌                                                        |
| 夢見るシャンソン人形                                                                   | セブン&アイ・ホールディングス「Jean Paul GAULTIER FOR SEPT PREMIERES」CMソング                |
| believe believe                                                                        | 日本テレビ系ドラマ『レンタル救世主』主題歌 ※ JUJU feat. 明辺悠五 名義で沢村一樹とのデュエット |
| あなた以外誰も愛せない                                                                 | ソニー「ハイレゾ級ワイヤレス」CMソング                                                        |
| Because of You                                                                         | 映画「パッセンジャー」日本語吹替版テーマソング                                                |
| いいわけ                                                                               | NHK総合ドラマ10『この声をきみに』主題歌                                                       |
| 東京                                                                                   | 東宝配給映画『祈りの幕が下りる時』主題歌                                                      |
| Remember (The Good Times)                                                              | NHK総合『世界はほしいモノにあふれてる 〜旅するバイヤー極上リスト〜』オープニング曲            |
| ミライ                                                                                 | テレビ朝日系木曜ドラマ『ハケン占い師アタル』主題歌                                            |
| STAYIN' ALIVE                                                                          | 日本テレビ系土曜ドラマ『トップナイフ』主題歌                                                  |
| Voice                                                                                  | NHK総合『世界はほしいモノにあふれてる 〜旅するバイヤー極上リスト〜』エンディング曲            |
| こたえあわせ                                                                           | 日本テレビ系水曜ドラマ『恋です!〜ヤンキー君と白杖ガール〜』主題歌                             |
| 花                                                                                     | ワーナー・ブラザース配給映画『母性』主題歌                                                    |
| Bet On Me                                                                              | フジテレビ系水10ドラマ『スタンドUPスタート』主題歌                                            |
| 一線                                                                                   | テレビ朝⽇系⽊曜ドラマ『グレイトギフト』主題歌                                                |
| 小さな歌                                                                               | フジテレビ系 月9ドラマ『明日はもっと、いい日になる』主題歌                                    |

## 出演

### テレビ

#### 音楽番組
- クリスマスの約束（TBS、2009年 - ）出演
- 亀田音楽専門学校（NHK、2013年11月28日・12月5日）出演

#### 音楽特番
- 音楽の日（TBSテレビ）
  - 音楽の日 2011（2011年7月16日 - 17日）
- FNSうたの夏まつり（フジテレビ）
  - FNSうたの夏まつり 2012（2012年8月8日）
- 日本有線大賞（TBSテレビ）
  - 第46回日本有線大賞（2013年12月11日） - 有線音楽優秀賞受賞
- 日本レコード大賞（TBSテレビ）
  - 第60回輝く!日本レコード大賞（2018年12月30日） - 特別賞
- ミュージックステーションスーパーライブ（テレビ朝日）
  - ミュージックステーション ウルトラ SUPER LIVE 2020（2020年12月25日）[46]

##### NHK紅白歌合戦出場歴
| 年度   | 放送回 | 回 | 曲目                   | 備考                                                                        |
| ------ | ------ | -- | ---------------------- | --------------------------------------------------------------------------- |
| 2020年 | 第71回 | 初 | やさしさで溢れるように |                                                                             |
| 2023年 | 第74回 | 2  | 時の流れに身をまかせ   | カバーアルバム：スナックJUJU ～夜のRequest～ 『帰ってきたママ」』より選曲。 |

#### ドラマ
- チェルシーホテルへようこそ（2009年1月3日、フジテレビ）
- TAKE FIVE 〜俺たちは愛を盗めるか〜（2013年4月 - 6月、TBS） - 小百合 役

#### ドキュメンタリー番組
- 三井住友フィナンシャルグループPresents「風がはこんできたもの〜音楽の原風景〜」第1夜（2011年1月31日、TBS）
- 情熱大陸（2012年5月13日、毎日放送）
- 世界はほしいモノにあふれてる（2018年4月12日 - 、NHK総合） - MC（三浦春馬とともに共同担当）

### CM
- MTV meetalk with NEW NISSAN cube（2009年）
- ジャックス（2012年）
- 第一興商（2016年）[48]
- ソニー「ハイレゾ級ワイヤレス」（2016年）[41]

### ラジオ
- who u with（FM Northwave／金曜日24：00 - 25：00／2006年 - 2007年）
- RADIO SESSIONS 〜JUJU's LIFE〜（JFN／2008年4月29日）
- アーティスト・プロデュース・スーパー・エディション（JFN／2009年4月・2010年3月・2011年11月・2014年12月・2020年4月・2022年2月）
- OH!MY RADIO（J-WAVE／隔週水曜日24：30 - 26：00／2009年）
- RADIPEDIA（J-WAVE／水曜日24:00 - 26:00／2010年 - 2012年12月26日、2010年9月までは24:30から、2012年3月までは月曜日）
- 爆笑問題の日曜サンデー（TBSラジオ／2010年11月14日）
- TOYOTA ROAD TO TOMORROW（J-WAVE／2011年7月、2012年6月マンスリーナビゲーター）
- 安住紳一郎の日曜天国（TBSラジオ／2020年6月28日、2023年11月26日・ゲスト出演）

## ライブ
2005年
2007年
2008年
2009年
2010年
2011年
2012年
2013年
2014年
2015年
2016年
2017年
2018年